# 장마리 귀스타브 르 클레지오
장마리 귀스타브 르 클레지오(프랑스어: Jean-Marie Gustave Le Clézio 또는 J.M.G. Le Clézio, 1940년 4월 13일 ~ )는 프랑스의 소설가이다.
그는 30여권의 작품을 썼으며, 1963년 르노도 상과 2008년 노벨 문학상을 수상하였다. 국적으로는 2000년 가오싱젠 이후, 언어로는 1985년 클로드 시몽 이후 첫 번째 프랑스 국적과 프랑스어 작가로서 노벨 문학상을 수상하게 되었다. 스웨덴 학술원은 노벨 문학상의 수상자를 발표하면서 "르 클레지오는 새로운 시작과 시적인 모험 및 감각적인 황홀경을 표현하는 작가로 지배하는 문명 안팎을 넘어 인류애를 탐험하였다"라고 평했다.

## 인물
그의 선조는 18세기 브르타뉴에서 일 드 프랑스(현재 모리셔스)로 이주하였다. 1940년 니스의 리비에라에서 영국계 아버지와 프랑스인 어머니 사이에서 태어났다. 제2차 세계 대전 중, 르 클레지오와 어머니는 니스에, 그의 아버지는 영국군 외과 의사로 나이지리아에 떨어져 있었다.
열렬한 여행가로 알려져 있는 그는 7살 무렵부터 글을 쓰기 시작하였다. 그는 1958년부터 1959년까지 영국의 브리스톨 대학교에서 공부하였으며, 니스의 문학전문학교 (Institut d’etudes Litteraires)에서 학사 학위를 받았다. 프랑스 문학을 전공한 뒤 23살에 쓴 첫 번째 소설인 《조서(Le Procès-Verbal)》는 공쿠르 상에 후보로 올랐으며, 이 작품으로 1963년에 르노도 상을 수상하며 화려하게 데뷔했다. 학교를 졸업한 뒤, 미국으로 이주하여 교사로 일하였다. 1964년에는 액상프로방스 대학교에서 석사 학위를 받았으며, 1983년 페르피냥 대학교에서 멕시코 초기 역사에 대한 논문으로 박사 학위를 받았다.
서구 문명에서 찾아볼 수 없는 자연과 어우러진 삶을 발견하여 유럽인들이 지향하는 것과는 다른 존재의 모델을 추구하였다. 그의 사상적인 변모는 특히 1997년 발표되어 장기 베스트셀러가 된 <황금물고기>에 순도 높게 반영되었다.
그는 전 세계 여러 대학에서 학생들을 가르쳐 왔다. 대한민국도 자주 방문하였으며, 2007년부터 2008년까지는 이화여자대학교에서 프랑스어를 가르쳤다.
주요작품으로는 <열병>(1965), <홍수>(1970), <전쟁>(1970), <저편으로의 여행>(1975), <지상의 마지막 인간>(1978) 등이 있다.